# Municipio Pueblo Llano
El Municipio Pueblo Llano es uno de los 23 municipios del Estado Mérida de Venezuela. Tiene una superficie de 104 km² y según estimaciones del INE su población para 2011 es de 12 564 habitantes. Su capital es la población de Pueblo Llano. El municipio sólo está conformado por una parroquia del mismo nombre.
El municipio cuenta con una serie de caseríos principales que se distribuyen en sentido norte-sur, los cuales son:  La Culata, El Arbolito, Llano Grande, Las Agujas, La Capellanía, Mutús, Miyoy, Chinó, Mupate, El Fraile, y finalmente el casco central de Pueblo Llano, que funge como capital municipal.
En el plano espiritual, Pueblo Llano presenta una profunda identificación con la Iglesia Católica, religión profesada por aproximadamente el 85 % de la población. El principal centro de culto es la iglesia parroquial "Santísima Trinidad", la cual, por su diseño arquitectónico y valor simbólico, es conocida afectuosamente como la “Catedral del Páramo”. Esta parroquia se encuentra bajo la dirección pastoral de los Frailes Franciscanos Conventuales, cuya presencia ha sido clave en la vida litúrgica y comunitaria de la localidad.

## Economía
La agricultura es la principal actividad económica del municipio como en la mayoría del Estado Mérida, se cultiva especialmente papa y zanahoria, además de ajo, repollo, maíz, lechuga, caraota, coliflor, calabacín, cilantro, cebo
y remolacha, entre otras hortalizas. Entre el 85% y el 90% de su población se dedica a la agricultura. Cerca del 70% del consumo venezolano de papas proviene de la producción del Municipio Pueblo Llano.
Es uno de los municipios con menor pobreza del Estado Mérida; se calcula que menos del 2% de la población vive en niveles de pobreza, es el pueblo más estable económicamente del Estado.

## Historia

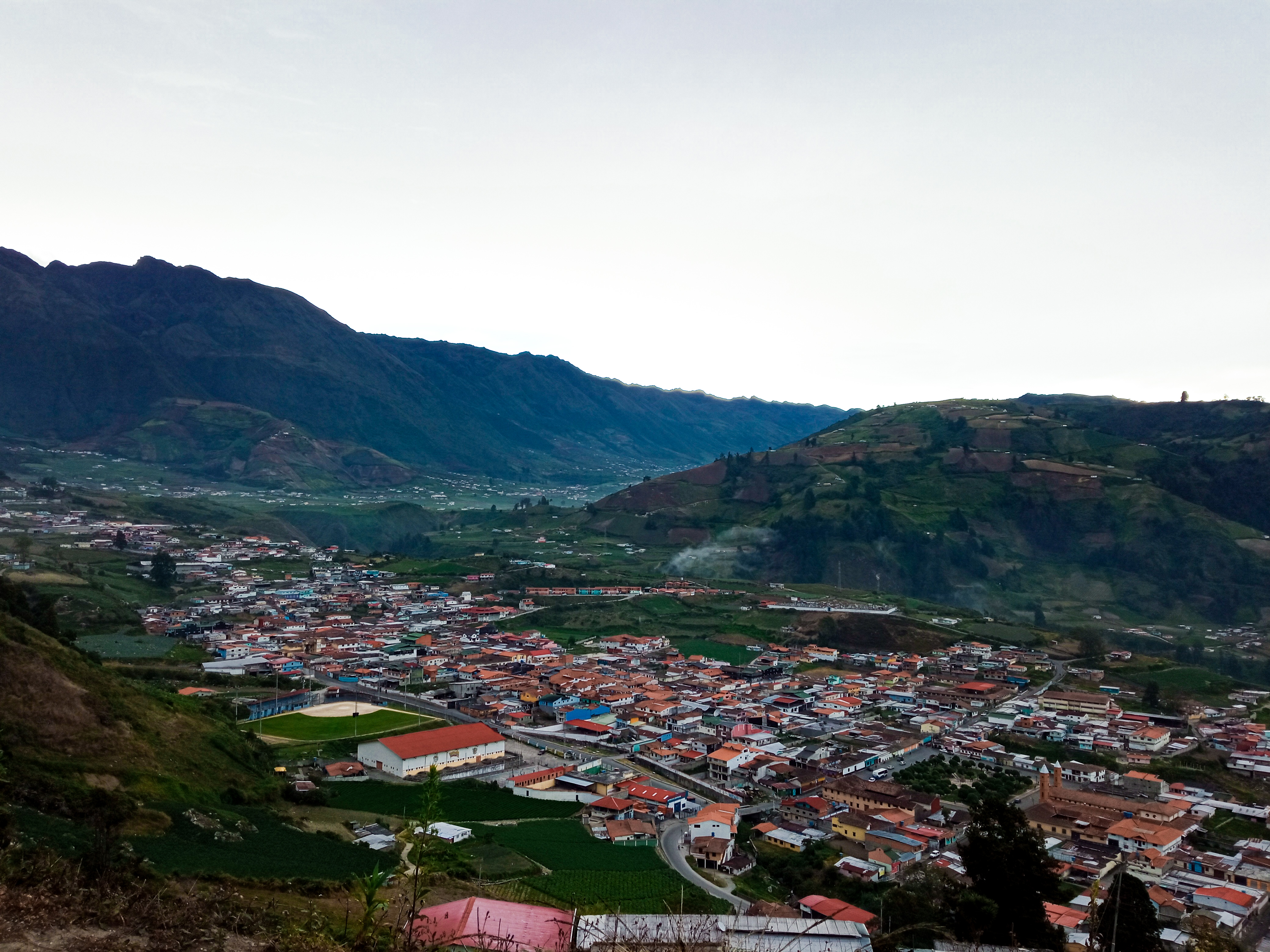
Pueblo Llano

Sus primeros moradores fueron los indios Chinoes y el primer contacto con los españoles ocurre el 19 de marzo de 1559, cuando el conquistador español Juan de Maldonado, al mando de una expedición, explora todo el valle de Santo Domingo. Una Avanzada de soldados, al mando de Bartolomé Maldonado subió por el río Chinó, hasta alcanzar el pueblo de lo Chinoes, quienes lo recibieron en forma amistosa, sin combatir. Al llegar al lugar de la meseta, fue bautizado como “Pueblo Llano”, “…por la llaneza y bondad de su sitio”. Las tribus habitaban de tal manera que quedaba un patio central donde almacenaban sus cosechas. Estos pobladores vestían mantas confeccionadas de algodón y se alimentaban con productos que ellos mismos sembraban, tales como: papa, maíz, zapallo, jíquimas; según el cronista local, licenciado Rafael Ramón Santiago, basado en la historia de Fray Pedro de Aguado.
Pueblo Llano, políticamente, formó parte del antiguo Distrito Miranda hoy Municipio Miranda, hasta el 14 de junio de 1987 cuando la Asamblea Legislativa del Estado Mérida le da la categoría de "Municipio Autónomo Pueblo Llano". En 1992 se le retira la palabra "Autónomo" al nombre oficial del municipio y se mantiene la estructura municipal hasta hoy en día. Ese año se creó la primera emisora de radio, Pueblo Llano 105.1 FM. de efímera existencia.

## Geografía
El municipio, de unas 10400 hectáreas (104Km2) de superficie, siendo uno de los municipios más pequeños de la entidad, se encuentra en la zona nororiental del Estado Mérida en Los Andes venezolanos, el área presenta un relieve montañosa con una altitud promedio de 2300 m s. n. m., la vegetación es de páramo. La temperatura promedio anual ronda los 17 °C.

## Cultura
Su principal Manifestación Cultural la encontramos en LA LOCAINA DEL NIÑO JESÚS, una de las tradiciones de mayor data en el municipio. Sus actividades se desarrollan principalmente desde el 25 de diciembre hasta el 3 de enero de cada año. Su asentamiento está en la comunidad de “El Cedro” en el caserío Mutús. A esta agrupación le secundan “Los Giros de San Benito” y una reciente cohorte de seguidores que celebran su fiesta el 2 de enero de cada año. También existen otras tradiciones como “La Troya” de Semana Santa y “Los Disfraces de San Juan, San Pedro y San Pablo y Santa Rosa”
En Pueblo Llano se publica anualmente en los primeros días de diciembre ¨La lista de aboyaos¨ la cual consiste en publicar los nombres de los hombres que están solos y que procuran por la compañía de una dama. La lista del 2011 vino muy abultada, con 179 mencionados, lo que deja ver que cada día en Pueblo Llano los hombres están más solos (todo en forma de broma entre los lugareños).
La gastronomía local forma parte del acervo de la región y allí encontramos algunos platos típicos tales como la sopa de trigo, la sopa de "picote", las coles con huevos, Los tungos (en Semana Santa), las papas negras con queso y ají de zapallo, el pan de horno, las arepas de horno, las "cucas" o "paledonias", el curruchete (dulce de queso que se hace especialmente el día de San Juan), entre otros tantos platos típicos, según investigación de Jorge Luis Paredes.

## Educación
En la actualidad cuenta con 17 centros educativos donde se imparte desde la educación preescolar a la educación diversificada, así como las misiones Robinson, Ribas y Sucre es muy importante para el municipio.

## Servicios
Actualmente Cuenta con un Hospital, 6 ambulatorios rurales, 5 posadas, 4 emisoras de radio en FM, un canal de TV en señal Abierta, un Ateneo y diversos espacios para la práctica deportiva, Dos líneas de transporte inter-urbano, así como dos líneas de taxi.

## Turismo

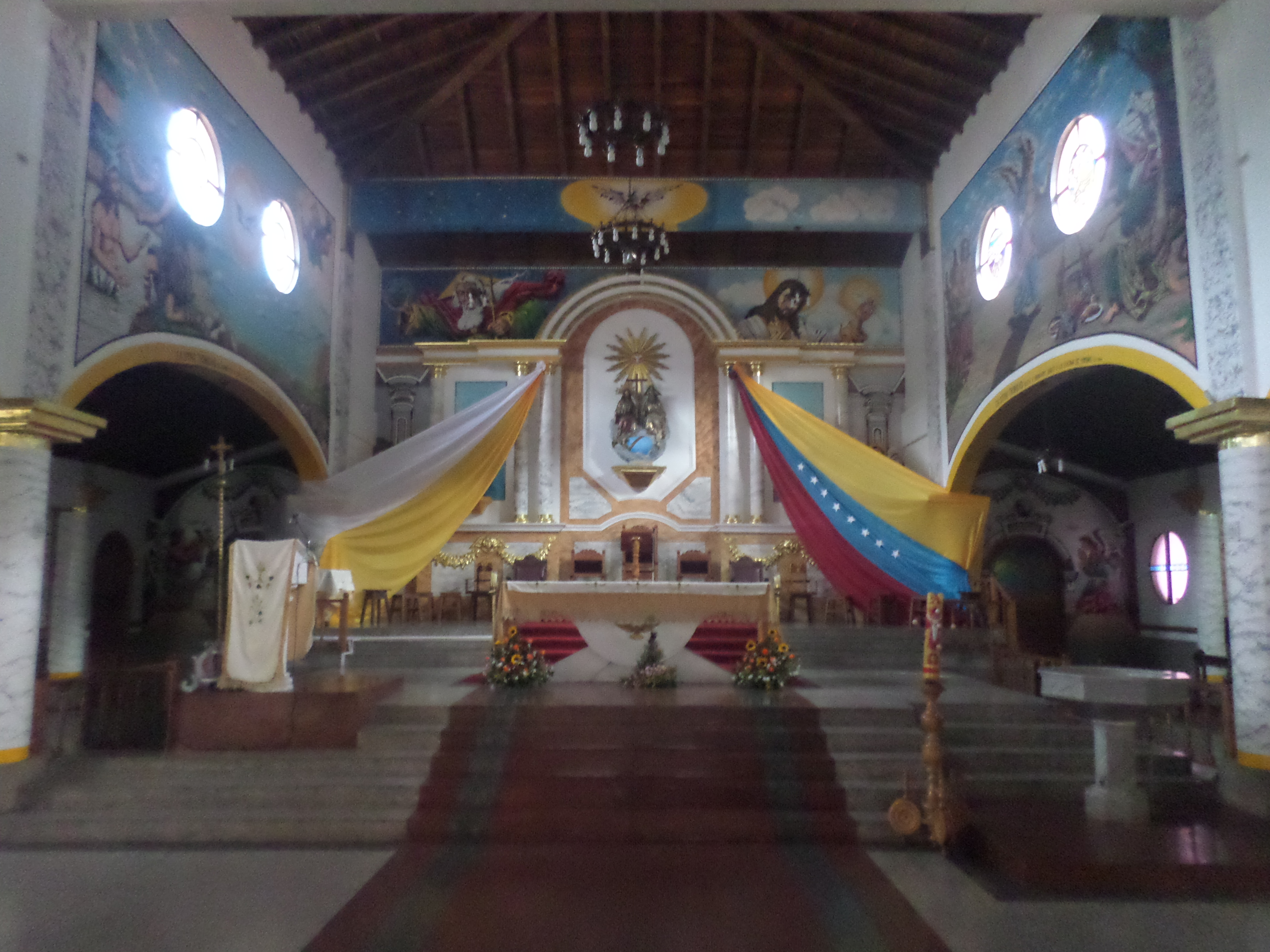
Vista interna de la Iglesia de la Santísima Trinidad de la localidad de Pueblo Llano

Para llegar a Pueblo Llano debe dejar la carretera trasandina a la altura de la troncal número 7, entre las poblaciones de “La Mitisús” y “La Primavera”, en el municipio Cardenal Quintero (en la vía que conduce Mérida - Barinas) y tomar la vía que conduce a “Las Piedras” y “Pueblo Llano”.
El visitante puede encontrar, entre otros sitios de interés general, un gran atractivo en el mosaico de verdes dada la gran actividad agrícola que se desarrolla durante todo el año, además de lugares de gran atractivo como el sitio denominado “La Piedra que Crece” y "La Canoa", que lo hacen un municipio merecedor de su estadía.

## Política y gobierno

### Alcaldes
| Período     | Alcalde             | Partido político / Alianza | % de votos | Notas |
| ----------- | ------------------- | -------------------------- | ---------- | --- |
| 1989 - 1992 | Pulio Cesar Paredes | Copei                      | 50,00      | Primer alcalde bajo elecciones directas                                                                                  |
| 1992 - 1995 | Rosalino Quintero   | AD                         | 50,26      | Segundo alcalde bajo elecciones directas                                                                                 |
| 1995 - 2000 | Rosalino Quintero   | AD                         | -          | Reelecto (se realizaron elecciones generales adelantadas en el 2000 debido a la aprobación de la Constitución de 1999)   |
| 2000 - 2004 | Antonio Santiago    | MOPRDPLL                   | 48,93      | Tercer alcalde bajo elecciones directas                                                                                  |
| 2004 - 2008 | Antonio Santiago    | MVR                        | 86,14      | Reelecto |
| 2008 - 2013 | Edgar Villamizar    | PSUV                       | 51,52      | Cuarto alcalde bajo elecciones directas (se postergaron 1 año las elecciones municipales pautadas para finales del 2012) |
| 2013 - 2017 | Fredis Rondón       | PJ MUD                     | 49,99      | Quinto alcalde bajo elecciones directas                                                                                  |
| 2017 - 2021 | José Paredes        | PSUV                       | 50,57      | Sexto alcalde bajo elecciones directas                                                                                   |
| 2021 - 2025 | Rosalino Quintero   | Fuerza Vecinal MUD         | 66,56      | Séptimo alcalde bajo elecciones directas. Actualmente se unió a Fuerza Vecinal.                                          |

### Concejo Municipal
Período 2021 - 2025
| Concejales     | Partido político / Alianza |
| -------------- | -------------------------- |
| Ciro González  | MUD                        |
| Maria Santiago | MUD                        |
| Yilber Moreno  | MUD                        |
| Fredis Rondon  | MUD                        |
| Ingrid Azuaje  | PSUV                       |